# Henry Mowat
Henry Mowat (1734-1798) fou un oficial de la Royal Navy que comandava vaixells al nord de Nova Anglaterra durant la Guerra de la Independència dels Estats Units. Era fill del capità Patrick Mowat de la nau HMS Dolphin.